# Irina Beletskaya
Irina Petrovna Beletskaya (en ruso : Ирина Петровна Белецкая, San Petersburgo, 10 de marzo de 1933) es profesora de química en la Universidad Estatal de Moscú. Se especializó en química organometálica y su aplicación a problemas en química orgánica. Es conocida por sus estudios sobre los mecanismos de reacción aromáticos, así como por su trabajo en la acidez y reactividad del carbanión. Desarrolló algunos de los primeros métodos para la formación de enlaces carbono-carbono utilizando catalizadores de paladio o níquel, Y extendió estas reacciones para que funcionen en medios acuosos. También ayudó a abrir la química de los organolanthanides. 

## Carrera académica
Beletskaya nació en Leningrado (San Petersburgo, Rusia) en 1933. Se graduó en el Departamento de Química de la Universidad Estatal de Moscú Lomonóssov en 1955. Obtuvo el título de Candidata a la Química en 1958. En 1963 recibió su doctorado de la misma institución. En 1970 se convirtió en profesora titular de química en la Universidad Estatal de Moscú, donde actualmente ocupa el cargo de jefe del Laboratorio de Química Organoelement. Beletskaya fue elegida miembro correspondiente de la de Ciencias de la URSS en 1974. En 1992 se convirtió en miembro de pleno derecho de la Academia de Ciencias de Rusia. Entre 1991-93 se estuvo como presidenta de la División de Química Orgánica de la IUPAC. Hasta 2001, formó parte del Comité de Tecnología de Destrucción de Armas Químicas de la IUPAC (CWDT). Es editora jefe del Russian Journal of Organic Chemistry.
Beletskaya investigó inicialmente sobre los mecanismos de reacció.Al lado del profesor O. Reutov trabajó en reacciones electrofílicas en carbono saturado. También investigó los mecanismos de reacción de los compuestos organometálicos. A la vez estudió la reactividad del carbanión, con énfasis en la reactividad y la estructura de los pares de iones.

## Honores y premios
Selección de premios:
- Medalla Lomonósov, 1974.
- Premio Mendeleev, 1979.
- Premio Nesmeyanov, 1991.
- Premio Demidov, 2003.
- Premio del Estado, 2004.
- IUPAC 2013 Distinguished Women in Chemistry oro Chemical Engineering Award, 2013.
- Doctora Honoris Causa por la Universidad de Alicante. 2015.[8]